# پپر لانچ
پپر لانچ (انگلیسی: Pepper Lunch) رستوران زنجیره‌ای ژاپنی است، که در سال ۱۹۹۴ تأسیس شد.